# Бернадот, Марианна
Гуллан Марианна Бернадот, графиня Висборгская (швед. Gullan Marianne Bernadotte, Grevinnan af Wisborg; урождённая Линдберг (швед. Lindberg); 15 июля 1924, Хельсингборг, Мальмёхус — 16 мая 2025, Стокгольм) — шведская актриса театра и кино, общественная деятельница и филантроп, член шведской королевской семьи после замужества с Сигвардом Бернадотом, вторым сыном короля Густава VI Адольфа.
Бернадот была известна своей работой в поддержку людей с дислексией, с ограниченными возможностями. Она также поддерживала программу по лечению зрения у детей, а также известна, как покровитель искусств. Удостоена двух почётных докторских степеней.

## Образование и профессиональная деятельность
В подростковом возрасте Бернадот выступила в своём родном городе в известном амфитеатре, после чего поступила в актёрскую школу Королевского драматического театра Швеции в Стокгольме. Там в процессе обучения с 1945 по 1948 год она прошла полный курс драматического искусства. В общей сложности на сцене театра она сыграла 25 ролей. На свою первую роль она была единственной отобранной для выступления из выпускниц. Она дебютировала в роли Энни в шведской версии «Life With Father». Её режиссёрами были: Улоф Моландер, Альф Шёберг, Ингмарм Бергман, Мими Поллак и Йоран Гентеле, а партерами по сцене: Ярл Кулле, Инга Тидблад и Май Сеттерлинг. В 1956 году вместе с Уго Бьорне она снялась в фильме «Kulla Gulla», а также появилась в двух пьесах на шведском телевидении в 1957 и 1959 годах. В своих мемуарах, выпущенных в 1986 году, она описала свой актёрский опыт, написав: «вместе с режиссёром и актёрами близкими вам по духу вы найдёте путь к своей роли. Играя, вы вместе создаёте свой собственный маленький мир, в который каждый вкладывает свои силы, чтобы собрать все части вместе и, таким образом, предложить аудитории произведение искусства».
В 1956 году театр был закрыт на реконструкцию, Бернадот прошла обучение при универмаге «Nordiska Kompaniet» и стала директором их сувенирного магазина. Спустя несколько лет она прошла курсы культурной коммуникации, французского языка и искусства в Стокгольмском университете, стала шведским представителем Sotheby’s. В 1970 году Бернадот изучала высокое кулинарное мастерство в «Le Cordon Bleu» в Париже. Известно, что после примирения её мужа со своим овдовевшим тестем королём Густавом VI Адольфом в 1970-х годах она и пожилой шведский король любили готовить вместе.
В 1983 году Марианна Бернадот получила степень бакалавра в области истории искусств в Стокгольмском университете. Среди её научных трудов — работа художника по стеклу и скульптора Эдвина Эрстрёма.

## Высокая мода
В 1962 году вместе со своим мужем в Париже она знакомится с модным дизайнером Пьером Бальменом. Она очень сблизилась с Бальменом и его преемником, Эриком Мортенсеном. Они, а также ещё несколько французских домов высокой моды часто одевали Бернадот в платья из последних сезонных коллекций на правах рекламы своих брендов.
В 1985 году Парижская ассоциация высокой моды назвала Марианну Бернадот одной из 10 самых модно одетых женщин мира наряду с Джиной Лоллобриджидой, принцессой Ирой фон Фюрстенберг и Герсендой д’Орлеанс.
Вкус и чувство стиля Бернадот ценится ведущими дизайнерами Швеции, такими как Пэр Энгшеден и Кристер Линдарв. В 2017 году в музеи Миллесгорден прошла четырёхмесячная выставка под названием «CHANEL BALMAIN DIOR MARIANNE BERNADOTTE — En stilikon», на ней были представлены самые ценные и уникальные предметы гардероба высокой моды Бернадот с 1960-х годов надетые на обнажённые древние статуи. Выставку открывала внучатая племянница Бернадот, кронпринцесса Швеции Виктория, которая за 20 лет до этого также вместе с Бернадот открыла выставку работ покойного Сигварда Бернадота в Национальном музее Швеции.

## Филантропия
Из благородных побуждений с 1960-х годов Бернадот активно занимается проблемами физических лиц, здоровья, исследований и искусства.
Одним из её первых проектов была реклама и финансирование производства шведского электрического кресла-коляски Permobil, созданного Пером Удденом. Бернадот высоко оценила его усилия помочь передвигаться сотням тысяч людей с ограниченными возможностями по всему миру.
В 1980-х годах Бернадот вместе с профессорами основала академию для координации международных исследований дислексии. К 2006 году она имела степень почётного доктора Института психологии Болонского университета в знак признания её вклада в исследования. Она является почётным председателем Шведского фонда дислексии и Шведской ассоциации дислексии, а также почётным президентом Международной академии реабилитации Родена.
В 1988 году профессор Гуннар Леннерстранд решил открыть центр детской офтальмологии в Стокгольме. Бернадот начала сбор средств на строительство, она приобрела ценные произведения искусства у друзей-художников, продажа которых на аукционе в Буковскис в 1990 году принесла 1,2 миллиона шведских крон. Также она получила помощь от членов городского женского корпуса, к которому она принадлежала с момента его основания в 1965 году. Незадолго до этого она вместе с мужем основала Исследовательский фонд Sigvard & Marianne Bernadotte по лечению зрения у детей. Фонд предоставляет гранты исследователям и обеспечивает лечение глазных проблем у недоношенных детей. С 1992 года фонд выделил более 20 миллионов шведских крон, а также была учреждена премия имени Бернадот за клинические исследования. Она также основала Международный исследовательский фонд детской офтальмологии и Стипендиальный фонд Марианны Бернадотт для выдающихся исследований в области дислексии. Ассоциации Friendship of the Prince Sigvard Bernadotte and Princess Marianne Bernadotte Couple насчитывает более 300 членов, среди которых ведущие шведские бизнесмены, которые также вносят значительный вклад в эти благотворительные организации.
При создании Фонда Бернадот по лечению глаз у детей в Нью-Йорке, Марианна выступила с аналогичной инициативой. В 2014 году она лично записала видеопрезентацию на английском языке от лица принцессы Марианна Бернадот, используя титул своего покойного мужа. Финансовые средства для фонда она привлекла благодаря благотворительному аукциону, на этот раз на Sotheby’s. В Каролинском институте в Стокгольме она создала исследовательскую лабораторию детской офтальмологии имени Сигварда и Марианны Бернадот. В 1998 году этот институт присвоил ей звание почётного доктора медицины. А центр Марианны Бернадот, основанный в 2013 году, планирует переехать в новое помещение из больницы Св. Эрикса в Стокгольме.
В 1982 году к 75-летию муж Бернадот вместо подарков просил делать взносы в недавно основанный фонд Marianne & Sigvard Bernadotte Arts Fund, который ежегодно присуждает стипендии молодым студентам, изучающим музыку, театр, дизайн и искусство, позволяя молодым художникам развивать свои таланты в начале карьеры. Среди лауреатов фонда актёры: Рикард Вольф, Бьорн Кьельман и Мелинда Киннаман, также дизайнеры Бехназ Арам и Сандра Баклунд. Каждый год 7 июня на Стокгольмской церемонии в день рождения её супруга Бернадот лично представляет таланты и вручает им стипендии. На 20-й церемонии в 2012 году присутствовали их внучатый племянник принц Карл Филип, а также королева Иордании Нур аль-Хусейн и бывшая императрица Ирана Фарах Пехлеви. В 2017 году, в 110-ю годовщину рождения Сигварда принца, Бернадот решила, что церемония должна пройти в Уппсальском замке.
После смерти Сигварда в 2002 году судьба благотворительных организаций была в полной зависимости от постоянной поддержки Бернадот.

## Семья и брак
Бернадот родилась и выросла в Хельсингборге, Швеция, в семье Хельге Линдберга и его жены Тайры Дальман. Её родители развелись, когда она была ребёнком, и затем на долгие годы она потеряла связь со своим отцом. Она восхищалась своей сильной матерью за то, что она взяла на себя заботу о ней и её брате. Её брат Руне Линдберг страдал от дислексии. Это и послужило причиной её пристального интересу к этому предмету. Смерть её второго ребёнка в младенчестве, который ослеп в результате вакцинации, усилила её внимание к проблеме детского зрения.
Первый раз Марианна вышла замуж, когда работала в театре, в 1947 году за Габриэля Тото Чанга (1919—1980), сына бывшего посла Китая в Швеции. Пара развелась в 1957 году, у них было 3 детей:
- Роберт Габриэль Чанг (1948—2012)
- Ричард Антуан Чанг (1950—1952)
- Мари Габриель «Мариэль» Чанг Лагергрен (родилась в 1953 г.)

30 июля 1961 года в Стокгольме Марианна вышла замуж во второй раз. Её избранником стал бывший шведский принц Сигвард Бернадот, второй сын короля Густава VI Адольфа и его первой жены принцессы Маргарет Коннахт. Марианна и Сигвард познакомились ещё в театре, где он создавал сценографию, затем в 1957 году они встретились у общих друзей в Бостаде. 2 июля 1951 года великая герцогиня Люксембургская Шарлотта удостоила Сигварда дворянского титула. Он получил наследственный титул графа Висборгского.
Марианна Бернадот — самый долгоживущий член шведской королевской семьи в истории, а также первый её представитель, отметивший столетний юбилей. Она умерла в доме престарелых в Стокгольме 16 мая 2025 года в возрасте 100 лет.